# Elliott, Northern Territory
Elliott är en ort i Australien. Den ligger i kommunen Barkly och territoriet Northern Territory, omkring 640 kilometer sydost om territoriets huvudstad Darwin.
Trakten runt Elliott är nära nog obefolkad, med mindre än två invånare per kvadratkilometer..
Trakten runt Elliott består i huvudsak av gräsmarker. Genomsnittlig årsnederbörd är 696 millimeter. Den regnigaste månaden är februari, med i genomsnitt 236 mm nederbörd, och den torraste är augusti, med 1 mm nederbörd.